# بريومونات
البريوايات (الاسم العلمي: Bryanae) هي طبقة من النباتات تتبع صنف البريوانيات من طائفة الحزازيات الحقيقية           .	

## رتب
- البريويات (الاسم العلمي: Bryales)
- الإسبلكنونيات (الاسم العلمي: Splachnales)
- (الاسم العلمي: Orthotrichales)
- (الاسم العلمي: Hedwigiales)
- (الاسم العلمي: Bartramiales)
- (الاسم العلمي: Orthotrichales)
- (الاسم العلمي: Rhizogoniales)